# 鼻沖洗
鼻沖洗（英語：Nasal irrigation），又稱鼻腔沖洗、鼻竇澆灌、鼻內沖洗、洗鼻、鼻竇盥洗，是清潔及稀釋鼻腔內的過敏原、鼻涕、乾掉的鼻涕及髒汙的一種方法，可以緩解鼻塞、過敏性鼻炎、鼻竇炎、急性上呼吸道感染。成年與未成年皆適用。
沖洗液必須是蒸餾的、無菌的或者曾經煮沸過，這是為了避免液體中潛藏可能的汙染源。若是使用自來水沖洗鼻腔，必須確保自來水洁净，以防使用者遭受意外的感染（例如：福氏內格里阿米巴腦膜腦炎）。
人們若直接喝下自來水，或許不會遭遇意外的感染，因為胃酸能協助消滅細菌；然而若是用自來水沖洗鼻腔，則自來水中的細菌可能待在鼻腔中並導致嚴重的感染，歷史上曾有因此致命的案例。
若在洗鼻用水中加入氯化鈉，調製成高張溶液或等張溶液，沖洗鼻腔後，將有助於鼻腔的保濕。

## 方法

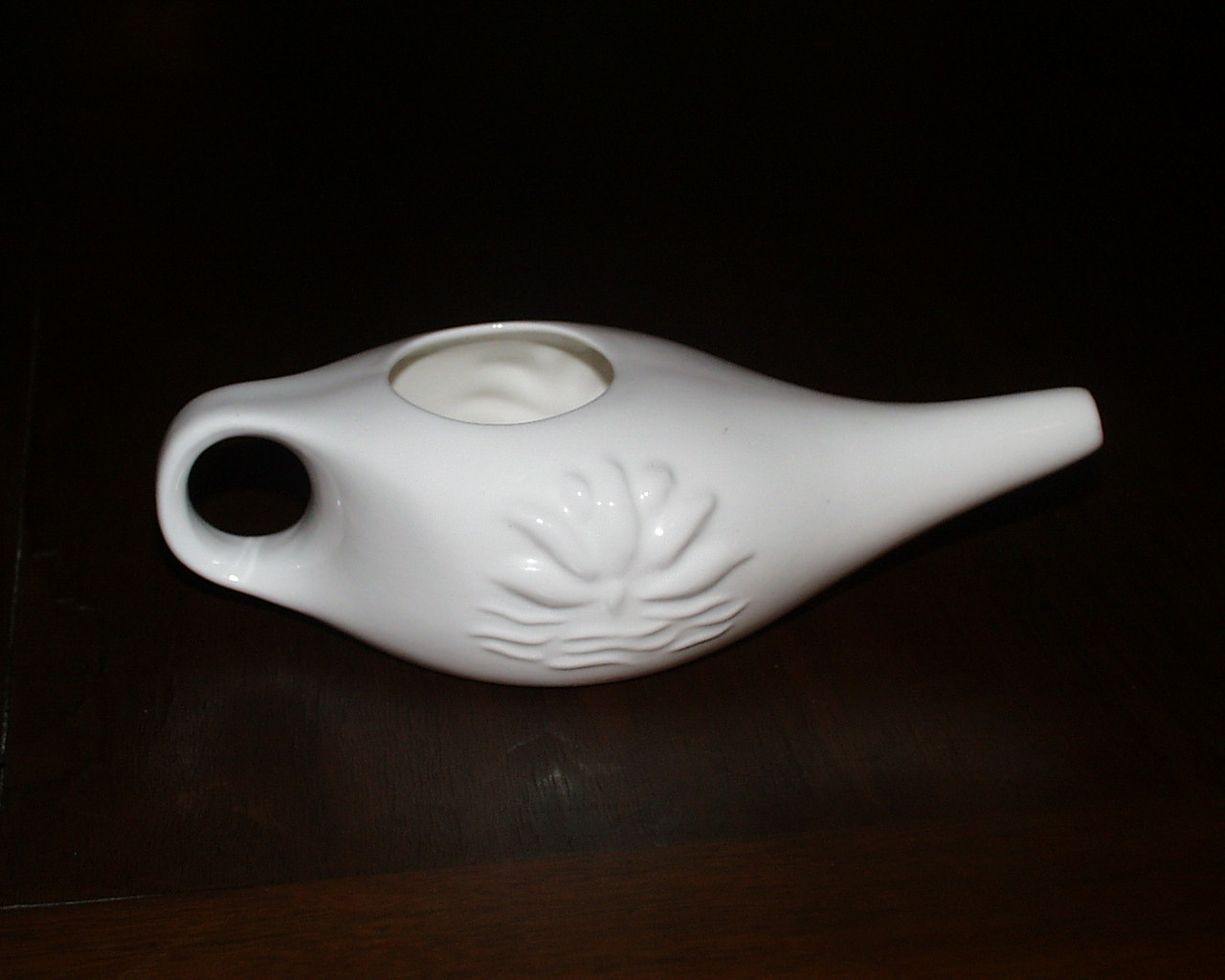
茶壺也可用來進行鼻竇澆灌 Ceramic neti pot

首先，身體向前傾斜45度角；然後，旋轉頭部，使得一個鼻孔朝下面對洗手台。
接者，將出水口「剛剛好」塞入鼻孔中即可。請注意，「出水口」與「鼻孔出口處」的距離不應長於「一隻手指的寬度」。
鼻竇澆灌（洗鼻）的過程中，需要確保嘴巴是張開的，這是為了讓洗鼻者能在過程中利用嘴巴呼吸，而非鼻子呼吸。
鼻竇澆灌的過程中，盡量確保讓洗滌的水從另一個鼻孔流出。如果洗滌的水跑到口腔，洗鼻者應該將其吐出。然而若不小心誤吞了洗滌鼻竇後的髒水，對洗鼻者的健康不致產生影響。
鼻竇盥洗後，溫柔地將殘留在鼻腔中的洗滌液擤出。

## 清潔
用於鼻竇澆灌的工具，應於鼻竇盥洗結束後清洗乾淨，並讓它「自然風乾」，且確保該工具儲存於乾淨且乾燥之處。

## 副作用
於洗鼻過程中，若洗鼻液體有添加食鹽而使鼻子感到刺激，則可將洗鼻液體中的食鹽濃度降低，並且提高水溫。

## 預後
鼻腔澆灌的效果通常於患者澆灌過一、兩次之後顯現。若持續保持定期澆灌鼻腔的習慣，則鼻腔澆灌所帶來的治療效果將更形明顯。一篇研究報告指出，許多受鼻竇症狀所苦的患者於持續保持定期澆灌鼻腔的習慣後，會感覺到其鼻竇症狀已受到控制且生活品質也因此而提升了。
鼻竇炎、鼻炎、普通感冒、甚至是流行性感冒的症狀都能在鼻腔澆灌後得到緩解。

## 鼻腔清洗頻率
基本上一天恰巧一次「鼻腔沖洗」即可幫助稀釋鼻涕、減少鼻涕倒流的狀況、並清除鼻腔內的髒污及過敏原。
一旦鼻子的症狀獲得改善，許多人發現通常「一周洗鼻三次」即可成功讓其症狀保持在控制之中。

## 醫學禁忌
耳朵感染或是「鼻塞且嚴重到一點空氣都無法通過時」的人，不應使用鼻腔澆灌。

## 外部連結
- Neti-pot-nasal-irrigation-pros-and-cons WebMD （页面存档备份，存于）
- Neti Pots Use Instructions-WebMD  （页面存档备份，存于）
- 鼻內沖洗 - 行政院衛生署屏東醫院[永久]